# Epoca d'oro della cultura ebraica in Spagna
L'epoca d'oro della cultura ebraica in Spagna coincise con il Medioevo in Europa, un periodo in cui i musulmani regnarono su gran parte della penisola Iberica. Durante quel tempo, gli ebrei erano generalmente accettati nella società e la loro religione, cultura ed economia ebbero un notevole sviluppo.
La natura e la durata di questa "Epoca d'oro" hanno costituito motivi di dibattito. Alcuni studiosi fanno decorrere il periodo dagli anni 711–718 (dopo la conquista islamica della penisola iberica) o dal 912 (regno di Abd al-Rahman III) e la fine in data variabile dal 1031 (fine del Califfato di Cordova), 1066 (Massacro di Granada), 1090 (invasione degli Almoravidi) e metà del XII secolo (invasione degli Almohadi).

## La natura dell'epoca d'oro

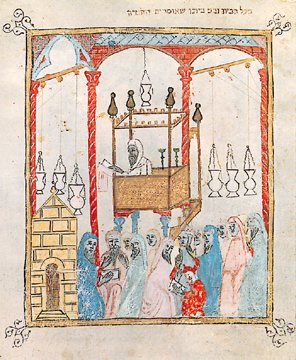
Immagine di un cantore durante la Pesach all'epoca di al-Andalus, dall'Haggadah del XIV secolo di Barcellona.

Il trattamento dei non musulmani nel Califfato è stato oggetto di notevole dibattito tra gli studiosi e i commentatori, in particolare quelli interessati a elaborare linee parallele sulla coesistenza tra musulmani e non musulmani nel mondo moderno. Si è sostenuto che gli ebrei (e altre minoranze religiose) sono stati trattati significativamente in modo migliore nell'Iberia controllata dai musulmani rispetto all'Europa occidentale cristiana, vivendo un'epoca d'oro unica in quanto a tolleranza, rispetto e armonia con gli altri. Anche se al-Andalus fu un importante centro della vita ebraica nel Basso Medioevo, riuscendo a far nascere importanti studiosi e una delle comunità più stabili e ricche di ebrei, non esiste un chiaro consenso scientifico sul fatto che il rapporto tra ebrei e musulmani sia stato veramente un modello di relazioni interreligiose, o se era semplicemente simile al trattamento che gli ebrei ricevettero altrove nella stessa epoca.
María Rosa Menocal, una specialista di letteratura iberica alla Yale University, sostiene che "La tolleranza era un aspetto intrinseco della società andalusa". Il suo libro del 2003, The Ornament of the World, sostiene che gli ebrei dhimmi viventi sotto il califfato, pur godendo di minori diritti rispetto ai musulmani, erano comunque trattati meglio che negli altri stati cristiani d'Europa. Ebrei provenienti da altre parti d'Europa si recavano ad al-Andalus, dove, parallelamente alle sette cristiane considerate eretiche dall'Europa cattolica, non erano solo tollerati, ma avevano l'opportunità di praticare la loro fede e il commercio senza alcuna restrizione, fatto salvo il divieto di fare proselitismo. Bernard Lewis contesta questo punto di vista, definendolo antistorico ed esagerato. Egli sostiene che l'Islam, tradizionalmente non offriva la parità, nemmeno formalmente, sostenendo che sarebbe stata "un'assurdità teologica, oltre che logica." Tuttavia, anche Lewis afferma:
Mark Cohen, professore studi sul Vicino Oriente alla Princeton University, nel suo Under Crescent and Cross, chiama l'utopia idealizzata interconfessionale un "mito" promulgato da storici ebrei, come Heinrich Graetz nel XIX secolo come rimprovero verso i paesi cristiani per il loro trattamento degli ebrei. Questo mito si contrappone al "contro-mito" della "neo-lacrimosa concezione della storia degli ebrei-arabi" di Bat Ye'or e altri, che "non può essere mantenuto alla luce della realtà storica".

## Nascita dell'epoca d'oro
Dopo il 681, i visigoti cristiani di Hispania perseguitarono gli ebrei severamente; pertanto, gli ebrei considerarono come liberatori gli invasori musulmani arabi e soprattutto i berberi guidati da Tariq ibn Ziyad nell'VIII secolo. Le città conquistate di Cordova, Malaga, Granada, Siviglia e Toledo vennero in breve poste sotto il controllo degli abitanti ebrei, che erano stati armati dagli invasori moreschi. I vincitori abolirono le restrizioni oppressive dei visigoti cristiani e concessero la piena libertà religiosa agli ebrei, imponendo loro unicamente di pagare il tributo di un dinar d'oro pro capite (Jizya).
Ebbe così inizio un periodo di tolleranza per gli ebrei della penisola Iberica, il cui numero aumentò notevolmente per l'immigrazione dall'Africa a seguito della conquista musulmana. Soprattutto dopo il 912, durante il regno di Abd al-Rahman III e di suo figlio, al-Hakam II ibn Abd al-Rahman, gli ebrei prosperarono dedicandosi al servizio del Califfato di Cordova, allo studio delle scienze, al commercio e all'industria, in particolare al commercio di seta e schiavi, promuovendo la prosperità del paese. L'espansione economica ebraica fu senza precedenti. A Toledo, gli ebrei vennero coinvolti nella traduzione di testi arabi nelle lingue romanze, e nella traduzione di testi greci ed ebraici in arabo. Essi contribuirono allo sviluppo di botanica, geografia, medicina, matematica, poesia e filosofia.
Alla corte di 'Abd al-Rahman medici e ministri furono Hasdai ben Isaac ibn Shaprut, Menahem ben Saruq, Dunash ben Labrat ed altri studiosi e poeti ebrei. In questo periodo, il pensiero ebraico fiorì per merito di uomini come Moses ibn Ezra, Solomon ibn Gabirol, Yehuda Ha-Levi e Mosè Maimonide. Durante il regno di 'Abd al-Rahman, lo studioso Moses ben Enoch venne nominato rabbi di Cordova, e in conseguenza di ciò al-Andalus divenne un centro di studi Talmudici e Cordova punto d'incontro dei dotti ebraici.
Questa fu un'epoca di parziale autonomia ebraica. Come "dhimmi" o "protetti non musulmani", gli ebrei del mondo islamico pagavano la jizya, che era amministrata separatamente dalla zakat pagata dai musulmani. La jizya era considerata una tassa dovuta per la mancata coscrizione al servizio militare o come un tributo. Gli ebrei avevano un loro sistema giuridico e di servizio sociale. La fede monoteistica della gente del libro era tollerata ma venivano scoraggiate manifestazioni esteriori come il suono delle campane e le processioni.
Comparando il trattamento a cui erano sottoposti gli ebrei nel mondo islamico medievale e in quello coevo della cristianità in Europa, si rileva che gli ebrei erano molto più integrati, politicamente e economicamente, nella società islamica, anche se ci furono alcuni casi di persecuzione nel mondo islamico a partire dall'XI secolo. Il mondo islamico considerava ebrei (e cristiani) come dhimmi e consentiva loro di praticare la propria religione più liberamente di quanto non facessero i cristiani in Europa.

## Fine dell'epoca d'oro
Con la morte di Al-Hakam II Ibn Abd-ar-Rahman nel 976, ebbe inizio la dissoluzione del Califfato, e la posizione degli ebrei divenne più precaria sotto i piccoli regni che ne scaturirono. La prima grande persecuzione fu il massacro di Granada del 1066, avvenuto il 30 dicembre, quando una folla di fanatici prese d'assalto il palazzo reale di Granada, e crocifisse il visir ebreo Joseph ibn Naghrela massacrando molti ebrei della città. Questa fu la prima persecuzione degli ebrei nella penisola Iberica sotto il dominio islamico.

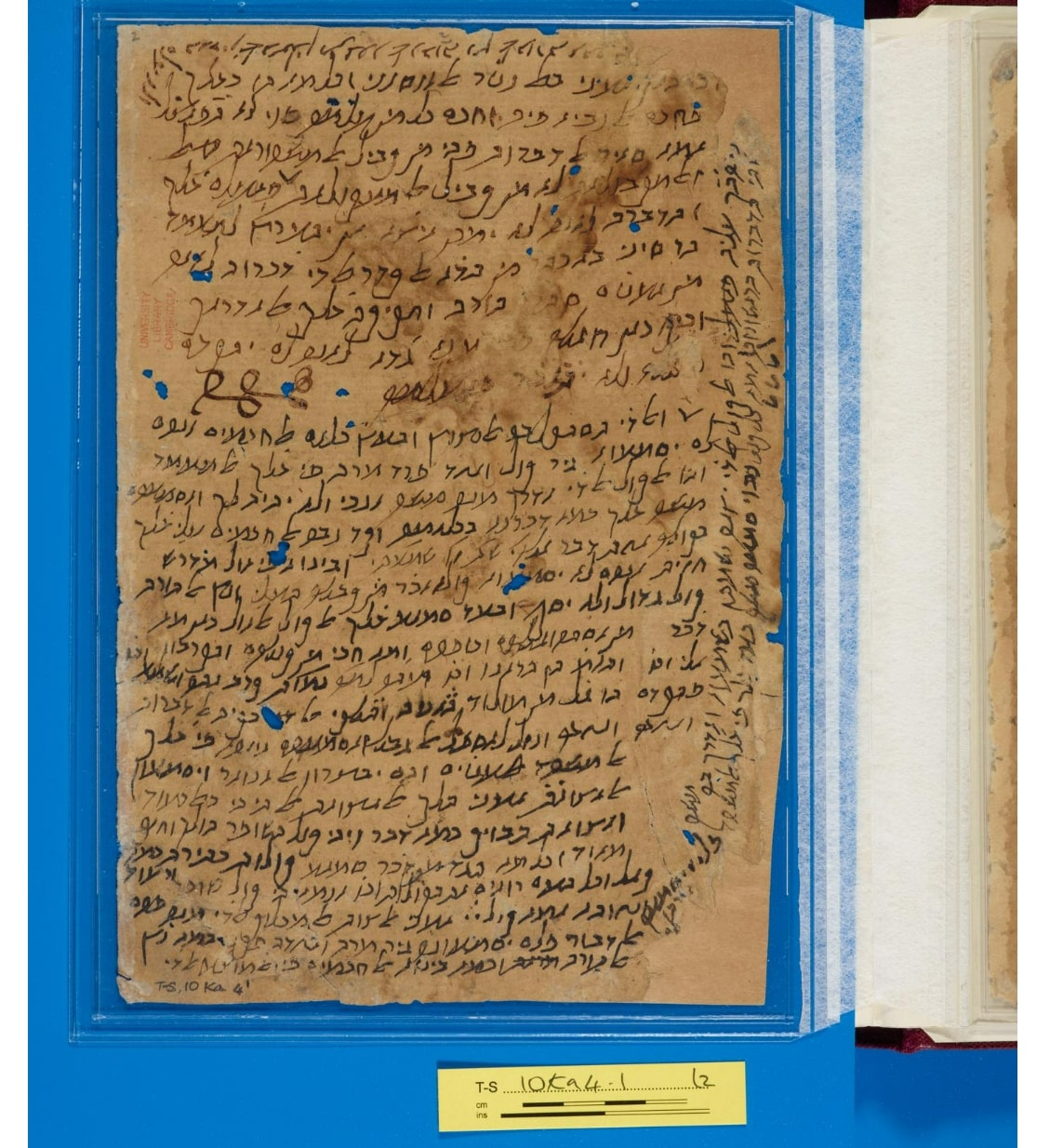
Manoscritto di Maimonide, uno dei grandi studiosi ebrei di Al-Andalus, nato a Cordova. Dalla lingua araba all'ebraico.

Agli inizi del 1090 gli Almoravidi annessero i territori di Al-Andalus al loro impero. Gli Almoravidi erano una dinastia di musulmani puritani provenienti dal Marocco, che non perseguitarono mai gli ebrei ma tolsero loro molti privilegi. In realtà anche sotto gli Almoravidi alcuni ebrei prosperarono (molto più sotto il regno di Ali III, piuttosto che sotto suo padre Yūsuf ibn Tāshfīn). Tra coloro che detennero il titolo di "visir (consigliere e primo ministro)", in tempi almoravidi, vi furono il poeta e medico Abu Ayyub Salomon ibn al-Mu'allam, Abraham ibn Meïr ibn Kamnial, Abu Isaac ibn Muhajar e Salomon ibn Farusal. Gli Almoravidi vennero estromessi dalla penisola nel 1148, dall'ancor più puritana dinastia degli Almohadi.
Sotto la direzione di Abd al-Mu'min, gli Almohadi in 20 anni, rovesciarono l'Impero Almoravide, estendendo il loro potere su tutto il Nord Africa e il sud della Spagna ed imposero un Islam intollerante ed estremista. La dottrina del Mahdi non poteva che rafforzare l'intolleranza verso le altre religioni. L'applicazione di questa politica creò un profondo terrore fra le comunità ebraiche e ci furono molte esecuzioni e conversioni forzate: c'è un documento che menziona l'esecuzione di 150 ebrei a Sijilmasa, il capo della comunità ebraica di Fès, Rabbi Judah ibn Hacohen Shoushan venne giustiziato nel 1165. Alcune famiglie ebraiche riuscirono a fuggire, tra cui quella di Maimonide che fuggì in Egitto.
In altre parti del Nord Africa, gli ebrei vennero autorizzati ad andare in esilio.
Dopo le prime grandi ondate di conquista, l'atteggiamento degli Almohadi divenne meno intransigente. Molte sinagoghe precedentemente distrutte vennero riaperte, molte famiglie convertite con la forza all'islam vennero autorizzate a riconvertirsi al giudaismo, alcune anche dopo due o tre generazioni.
Gli Almohadi vennero definitivamente deposti nel XIII secolo dalla più tollerante dinastia dei Merinidi in Marocco e dalla dinastia dei Nasridi in Spagna (Nasridi che fonderanno il Sultanato di Granada, l'ultimo regno musulmano in terra iberica). Sotto queste dinastie gli ebrei furono di nuovo tollerati, tant'è vero che molti ebrei in fuga dalla Spagna cristiana durante i feroci massacri del XIV secolo si rifugiarono in nord Africa o nel Sultanato di Granada.
La forte presenza ebraica in Iberia continuò fino a quando gli ebrei furono espulsi con la forza in massa a causa dell'editto di espulsione emanato dalla Spagna cristiana nel 1492 e di uno simile emanato dal Portogallo cristiano nel 1496.

## Figure eminenti
- Abu al-Fadl ibn Hasda, filosofo, visir di Saragozza
- Abu Ruiz ibn Dahri che combatté nella guerra contro gli Almohadi.
- Amram ben Isaac ibn Shalbib, studioso e diplomatico al servizio di Alfonso VI di Castiglia
- Bahya ibn Paquda, filosofo e autore del Chovot ha-Levavot
- Bishop Bodo-Eleazar; Secondo la Jewish Encyclopedia, "un convertito all'ebraismo ... [che]... andò a Cordova, dove si dice che avesse cercato di raccogliere proseliti all'ebraismo tra i cristiani spagnoli."
- Dunash ben Labrat (920-990), poeta
- Isaac ibn Albalia, astronomo e rabbi a Granada
- Jekuthiel ibn Hasan, ministro del re a Saragozza, caduto in disgrazia, venne messo a morte
- Joseph ibn Hasdai, poeta, padre di Abu al-Fadl ibn Hasdai
- Joseph ibn Migash, diplomatico di Granada
- Maimonides, rabbi, medico e filosofo
- Menahem ben Saruk
- Michael Servetus, ebreo converso, astronomo, medico, teologo, cartografo, traduttore, poeta, matematico e umanista,[12] a Tudela.
- Solomon Ibn Gabirol, poeta e filosofo
- Moses ben Enoch
- Yehuda Halevi, poeta e filosofo
- Abraham ibn ‛Ezra, rabbi e poeta
- Moses ibn Ezra, filosofo e poeta
- Benjamin of Tudela, viaggiatore ed esploratore
- Samuel Ha-Nagid ibn Nagrela, ministro del re e poeta
- Hasdai ibn Shaprut, medico reale e statista
- Judah ben Saul ibn Tibbon